# Disfonia
La disfonia è uno dei disturbi della voce che va dalla raucedine fino all'afonia. In pratica con il termine disfonia si intende la difficoltà nel produrre una voce "fisiologica" indotta da cause che possono essere organiche o funzionali.
Si definisce disfonia un'alterazione della voce caratterizzata da sintomi soggettivi, percepiti dalla persona, e da sintomi oggettivi, percepiti dagli altri.
È classificata in organica o disfunzionale; l’assenza completa di voce va invece sotto il nome di afonia.

## Cause
La disfonia può essere sintomo di malattie:
- Congenite (sulcus cordale, laringomalacia, condromalacia, diaframma laringeo, mancanza dell'epiglottide...);
- Paralisi cordali (monolaterali o bilaterali, in adduzione o in abduzione);
- Infiammatorie (acute; croniche: noduli cordali, polipi cordali, disfonia disfunzionale ipocinetica, disfonia disfunzionale ipercinetica, edema di Reinke...);
- Endocrine
- Psicogene;
- Neoplastiche;
- Infettive (meningite, difterite);
- Lesioni vascolari del bulbo encefalico;
- Disfonia della muta vocale;

Proprio per questa varietà di cause scatenanti, è consigliabile arrivare alla diagnosi grazie ad una accurata laringoscopia indiretta.

## Trattamento
La terapia è strettamente correlata alla causa della malattia e può essere medica, chirurgica, riabilitativa logopedica spesso eseguita con la terapia a vibrazione locale o una combinazione di questi interventi.